# 1,2-二氟乙烯
1,2-二氟乙烯（英语：1,2-Difluoroethene或1,2-difluoroethylene），是一种有机氟化合物，分子式为C2H2F2。它可以以顺-1,2-二氟乙烯或反-1,2-二氟乙烯两种几何异构体中的任何一种形式存在。
1,2-二氟乙烯被认为是一种吸入有毒的危险化学品，并且是一种挥发性化学品，当它与皮肤和黏膜接触时会引起刺激。

## E-Z相对稳定性
对于大多数表现出顺反异构现象的1,2-二取代化合物，反式(E)异构体比顺式(Z)异构体更稳定。而1,2-二氟乙烯的情况则相反，顺式在0.9kcal/mol时比反式更稳定。